# Ивлев, Виктор Сергеевич
Виктор Сергеевич Ивлев (6 августа 1907, Тамбов — 4 декабря 1964, Севастополь) — советский гидробиолог, доктор биологических наук, заведующий научной частью Астраханского заповедника, заведующий лабораторией физиологии Института гидробиологии УССР, Севастопольской биологической станцией АН СССР, исследователь энергетики гидробионтов.

## Биография
Виктор Сергеевич Ивлев родился в Тамбове в семье техника-железнодорожника. В семье было пятеро детей. В 1926 г. окончил среднюю школу. В 1927 г. был принят на второй курс биологического отделения физико-математического факультета МГУ, до зачисления сдав экзамены за первый курс. В 1928 г. проходил практику на гидробиолоической станции на Глубоком озере под руководством С. Н. Дуплакова. В 1929 г. работал на Звенигородской гидрофизиологической станции. Зиму 1929—1930 гг. провел в низовьях Оби в посёлке Усть-Васюган, где наблюдал за ежегодными заморами рыб для выяснения их причин.
Принимал участие в экспедиционных работах на оз. Зайсан в Западной Сибири. Вернувшись в Москву в 1931 г., работал на Лимнологической станции в Косине. В 1933 г. перешёл на работу в Институт прудового и рыбного хозяйства, по совместительству являясь ассистентом кафедры физиологии рыб Московского технического института рыбного хозяйства.
В 1934 г. бы арестован и выслан в Сибирь (в этот период шло расследование убийства С. М. Кирова). В приговоре было написано: «За участие в кружке по изучению творчества Марины Цветаевой».
В 1936—1937 гг. Ивлев работает в Санбаклаборатории в г. Минусинске. С 1938 г. был старшим научным сотрудником, с 1940 г. — заведующим научной частью Астраханского заповедника. В 1941—1943 гг. работал в Астраханском отделении ВНИРО, затем на эвакуированной Мурманской биологической станции. С 1944 — в Институте гидробиологии УССР в Киеве, где с 1945 г. становится заведующим отделом физиологии водных животных.
В 1945 г. защитил кандидатскую диссертацию «Превращение энергии водными животными». В 1947 г. защитил докторскую диссертацию «Элементы экспериментальной трофологии рыб».
В 1946 г. переведён во Львов, где до 1949 г. был заведующим отделом львовских учреждений АН УССР, заведовал кафедрой гидробиологии университета, читал курсы гидробиологии и ихтиологии. После сессии ВАСХНИЛ в августе 1948 г. и резолюции о борьбе с идеализмом в биологической науке Ивлев был уволен с должности заведующего. В. С. Ивлев активно использовал в своих трудах математические методы исследования, которые были изгнаны из биологии после 1948 г. Именно это стало основанием для обвинения в идеализме.
В 1949—1954 гг. — заведующий лабораторией рыбоводства Латвийского отделения ВНИРО, затем заведующий лабораторией рыбоводства Всесоюзного института озёрного и речного хозяйства (ВНИОРХ) в Ленинграде. С 1958 г. — заведующий лабораторией физиологии Севастопольской биологической станции.

## Семья
Жена — Ирина Викторовна Ивлева (13 января 1918 г., Киев — 21 декабря 1992 г., Севастополь) — советский гидробиолог, доктор биологических наук, научный сотрудник отдела физиологии животных Севастопольской биологической станции АН СССР, заведующая отделом физиологии Института биологии южных морей им. А. О. Ковалевского АН УССР, исследователь энергетики гидробионтов.

## Ученики
- Виноградов М. Е. (1927—2007) — советский и российский океанолог, доктор биологических наук (1965), профессор (1978), академик АН СССР по Отделению океанологии, физики атмосферы и географии (1990; член-корреспондент с 1984), заместитель директора Института океанологии им. П. П. Ширшова РАН.
- Алимов А. Ф. (1933—2019) — российский гидробиолог. Член-корреспондент АН СССР (1990). Академик РАН (2000), директор Зоологического института РАН в 1994—2006 годах, доктор биологических наук, профессор.
- Медников Б. М. (1932—2001) — советский, российский биолог, доктор биологических наук, популяризатор науки. Профессор биологического факультета МГУ.
- Сорокин Ю. И., гидробиолог, профессор, д.б.н.
- Федоров В. Д. (1934—2015) — советский и российский эколог-гидробиолог, заведующий кафедрой гидробиологии биологического факультета МГУ им. М. В. Ломоносова, заслуженный профессор Московского университета, заслуженный деятель науки Российской Федерации.
- Хлебович В. В. (род. 27 февраля 1932) — советский и российский биолог, лауреат премии им. Е. Н. Павловского (2008), действительный член РАЕН.

## Научная деятельность
Изучая популяции и биоценозы пресноводных водоемов, В. С. Ивлев сформулировал биоэнергетический подход в гидробиологии, согласно которому в основу изучения биоты необходимо положить количественное определение всех элементов баланса вещества и энергии (потребление пищи, её ассимиляцию, траты на обмен, использование на соматический и генеративный рост, образование продукции). Трофология стала стержневой проблемой гидробиологии, а балансовое уравнение, характеризующее пищевые потоки и их трансформацию в популяциях и биоценозах, должно было стать главной характеристикой этих форм существования жизни. Была обоснована необходимость наряду с определением интенсивности потребления пищи оценивать эффективность её потребления или использования.
При участии В. С. Ивлева испытан и применён метод определения калорийности путём мокрого сжигания и окисления органических веществ хромовым ангидридом. Им был рассчитан оксикалорийный коэффициент — 3,38 кал/мг O2.
Работая в Институте прудового рыбного хозяйства, В. С. Ивлев занимался физиологией обмена и питания карпа. Для выяснения причин гибели карпов при транспортировании он экспериментировал с аутоинтоксикацией карпов продуктами обмена в ограниченном объёме воды при разных температурах.
Работа в Астраханском заповеднике переориентировала научные изыскания на другие объекты. Исследуя водные биоценозы, Ивлев показал взаимосвязи между качественным и количественным составом пищи, плотностью её потребителей (личинок и мальков рыб) и их биоэнергетикой, энергетическими затратами на плавание и добывание пищи. Докторская диссертация «Элементы экспериментальной трофологии рыб» (1947) и монография «Экспериментальная экология питания рыб» стали итогом этой работы. Монография была переведена на английский и японский языки, издана в Великобритании в 1961 г. и в Японии в 1965 г., второе издание книги на русском языке вышло через 13 лет после смерти автора в 1977 г. в Киеве.
В статье «Элементы физиологической гидробиологии», опубликованной уже после смерти автора, проводится анализ ситуации в гидробиологической науке с точки зрения идей интегратизма (комплексного использования методологии и методов многих смежных наук) и функционализма. В концепции находится место изучению не только сложных биологических систем, но и элементарных реакций особей на внешние воздействия. Важная роль отводится комплексному изучению «физиологического портрета» видов, изучению гомеостаза, обеспечение которого как раз и является важнейшей функцией активного метаболизма. При рассмотрении проблемы биологической продуктивности постулируется важность трофологического подхода.

## Основные работы
- К изучению обрастаний Поликарповского пруда (Предварительное сообщение) // Труды гидробиологической станции на Глубоком озере. 1930. Т. 6. Вып. 5. С. 70-85.
- Применение нефелометрических методов в гидрохимии // Труды Лимнологической станции в Косине. 1931. № 13-14. С. 213—232. (соавт. Л. Л. Россолимо)
- Die Schutzwirkung von Absorbenten bei den autotoxischen Prozessender Fische im Transportwasser // Zeitschrift fur Fischereiund deren Hilfswissenschaften. 1936. Bd. 34, h. 1.
- Энергетический баланс карпов // Зоологический журнал. 1939. Т. 18. Вып. 2. С. 303—318.
- Изучение водоемов Астраханского заповедника // К двадцатилетию Астраханского государственного заповедника. М.,1940.
- Биологическая продуктивность водоемов // Успехи современной биологии. 1945 Т. 19. Вып. 1. С. 98-119.
- Трофология как наука // Природа. 1948. № 8. С. 27-33.
- Влияние тростниковых зарослей на биологию и химический режим водоемов // Труды ВГБО. 1950. Т. 2. С. 79-102.
- Комбинированное выращивание молоди балтийского лосося // Труды Латвийского отделения ВНИРО. 1953. Вып. 1. С. 173—196. (соавт. И. В. Ивлева)
- Экспериментальная экология питания рыб / отв. ред. Г. Е. Шульман. М.: Пищепромиздат, 1955. 252 с.
- Материалы по биологии горных рек Советского Закарпатья // Труды ВГБО. 1961. Т. 11. С. 171—188. (соавт. М. Ивасик)
- Experimental Ecology of the Feeding of Fishes / transl. from Rus. by D. Scott. New Haven: Yale Univ. Press, 1961. 302 p.
- Элементы физиологической гидробиологии // Физиология морских животных. М., 1966. С. 3-45.
- Элементы физиологической гидробиологии // Экология моря: сборник научных трудов. Севастополь, 2006. Вып. 71. С. 15-46. (переиздание)[6]